# Gamelioides deniseae
Gamelioides deniseae is een vlinder uit de familie nachtpauwogen (Saturniidae), onderfamilie Hemileucinae.
De wetenschappelijke naam van de soort is voor het eerst geldig gepubliceerd door Naumann, Brosch & Wenczel in 2005.